# Sarteano
Sarteano település Olaszországban, Toszkána régióban, Siena megyében. Lakosainak száma 4467 fő (2023. január 1.). Sarteano Cetona, Chianciano Terme, Chiusi, Pienza, Radicofani és San Casciano dei Bagni községekkel határos.

## Népesség
A település lakossága az elmúlt években az alábbi módon változott:
| Lakosok száma | 4723 | 4705 | 4467 |
|               | 2017 | 2018 | 2023 |